# شبکه متقابل

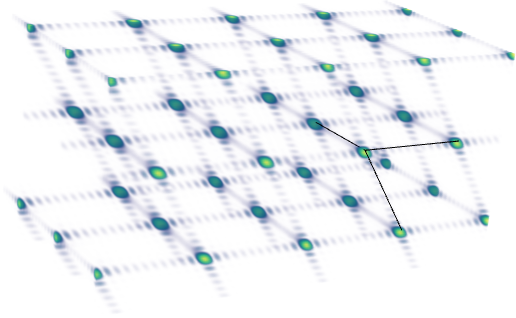
شبکه متقابل تولید شده توسط کامپیوتر از یک کریستال سه بعدی مونوکلینیک خیالی.

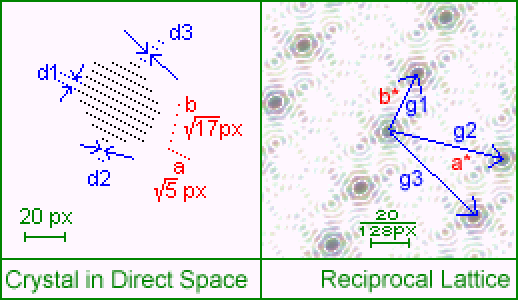
یک کریستال دو بعدی و شبکه متقابل آن

در فیزیک، شبکه متقابل نشان دهنده تبدیل فوریه یک شبکه (گروه) دیگر (معمولاً یک شبکه براوه) است. در استفاده معمولی، شبکه اولیه (که تبدیل آن با شبکه متقابل نشان داده می‌شود) یک تابع فضایی تناوبی در فضای واقعی است که به عنوان شبکه مستقیم شناخته می‌شود. در حالی که شبکه مستقیم در فضای واقعی وجود دارد و معمولاً به عنوان یک شبکه فیزیکی شناخته می‌شود (مانند شبکه یک کریستال)، شبکه متقابل در فضای فرکانس‌های فضایی وجود دارد که به عنوان فضای متقابل یا فضای k شناخته می‌شود. {\displaystyle \mathbf {k} } به بردار موج اشاره دارد. در فیزیک کوانتومی، فضای متقابل با توجه به تناسب {\displaystyle \mathbf {p} =\hbar \mathbf {k} } ارتباط نزدیکی با فضای تکانه دارد. جایی که {\displaystyle {\ \mathbf {p} }} بردار حرکت است و {\displaystyle \hbar \ } ثابت پلانک است. شبکه متقابل یک شبکه متقابل معادل شبکه مستقیم اصلی است، زیرا معادلات تعیین‌کننده با توجه به بردارهای فضای واقعی و متقابل متقارن هستند. از نظر ریاضی، بردارهای شبکه مستقیم و متقابل به ترتیب بردارهای کوواریانت و متضاد را نشان می‌دهند.
شبکه متقابل مجموعه ای از تمام بردارها است {\displaystyle \mathbf {G} _{m}}، که بردارهای موج های مسطح در سری فوریه تابع فضایی هستند که تناوب آن با شبکه مستقیم یکسان است. <math>\mathbf{R}_n</math>. هر موج مسطح در این سری فوریه فاز یا فازهای یکسانی دارد که مضربی از آنها متفاوت است{{nowrap begin}}<math>2\pi</math>{{nowrap end}} در هر نقطه شبکه مستقیم (بنابراین اساساً فاز یکسان در تمام نقاط شبکه مستقیم).
شبکه متقابل نقش اساسی در بیشتر مطالعات تحلیلی ساختارهای تناوبی، به ویژه در تئوری پراش دارد. در پراش نوترون، هلیوم و اشعه ایکس، به دلیل شرایط لائو، تفاوت تکانه بین پرتوهای ایکس ورودی و پراش یک کریستال یک بردار شبکه متقابل است. از الگوی پراش یک کریستال می‌توان برای تعیین بردارهای متقابل شبکه استفاده کرد. با استفاده از این فرایند، می‌توان آرایش اتمی یک کریستال را استنباط کرد.
منطقه بریلوین یک سلول ویگنر-سیتس از شبکه متقابل است.

## توضیحات مبتنی بر موج

گونه‌های جذب شده روی سطح با روبنای ۱×۲ باعث ایجاد نقاط اضافی در پراش الکترون کم انرژی (LEED) می‌شوند.

### فضای متقابل
فضای متقابل (که k-space نیز نامیده می‌شود) راهی برای تجسم نتایج تبدیل فوریه یک تابع فضایی فراهم می‌کند. از نظر نقش شبیه به حوزه فرکانس ناشی از تبدیل فوریه یک تابع وابسته به زمان است. فضای متقابل فضایی است که بر روی آن تبدیل فوریه یک تابع فضایی در فرکانس‌های فضایی یا بردار موج امواج صفحه تبدیل فوریه نشان داده می‌شود. دامنه خود تابع فضایی اغلب به عنوان فضای واقعی نامیده می‌شود. در کاربردهای فیزیکی، مانند کریستالوگرافی، هر دو فضای واقعی و متقابل اغلب دو یا سه بعدی هستند. در حالی که ابعاد فضایی این دو فضای مرتبط یکسان خواهد بود، فضاها در واحدهای طول خود متفاوت خواهند بود، به طوری که وقتی فضای واقعی دارای واحدهای طول L باشد، فضای متقابل آن دارای واحدهای یک تقسیم بر طول L یا معکوس L خواهد بود. (مقابل طول).
فضای متقابل در رابطه با امواج، هم مکانیک کلاسیک و هم مکانیک کوانتومی، وارد بازی می‌شود؛ زیرا یک موج صفحه سینوسی با دامنه واحد را می‌توان به عنوان یک جمله نوسانی نوشت {{nowrap begin}}<math>\cos{(kx {-} \omega t {+} \phi_0)}</math>,{{nowrap end}}
، با فاز اولیه{\displaystyle \phi _{0}} ،عدد موج زاویه ای {\displaystyle k} و فرکانس زاویه ای {\displaystyle \omega }، می توان آن را تابعی از هر دو در نظر گرفت {\displaystyle k} و {\displaystyle x} (و بخش متغیر زمان به عنوان تابعی از هر دو {\displaystyle \omega } و {\displaystyle t}).). این نقش مکمل از
{\displaystyle k} و {\displaystyle x} منجر به تجسم آنها در فضاهای مکمل (فضای واقعی و فضای متقابل) می‌شود. تناوب فضایی این موج با طول موج آن تعریف می‌شود {\displaystyle \lambda }، کجا {\displaystyle k\lambda =2\pi }بنابراین عدد موج مربوطه در فضای متقابل خواهد بود {\displaystyle k=2\pi /\lambda }.
در سه بعد، عبارت موج صفحه مربوطه می‌شود
{\displaystyle \cos {(\mathbf {k} {\cdot }\mathbf {r} {-}\omega t{+}\phi _{0})}}، که ساده می‌کند {\displaystyle \cos {(\mathbf {k} {\cdot }\mathbf {r} {+}\phi)}} در یک زمان ثابت{\displaystyle t}
، کجا {\displaystyle \mathbf {r} } بردار موقعیت یک نقطه در فضای واقعی و اکنون است {\displaystyle \mathbf {k} =2\pi \mathbf {e} /\lambda } بردار موج در فضای متقابل سه بعدی است. (قدر بردار موج را عدد موج می‌گویند) ثابت {\displaystyle \phi } فاز جبهه موج (صفحه فاز ثابت) از مبدأ است {\displaystyle \mathbf {r} =۰} در زمان {\displaystyle t}
، و {\displaystyle \mathbf {e} } یک بردار واحد عمود بر این جبهه موج است. جبهه موج با فاز {\displaystyle \phi +(2\pi)n}، جایی که {\displaystyle n} هر عدد صحیح را نشان می‌دهد، شامل مجموعه ای از صفحات موازی است که با طول موج مساوی فاصله دارند. {\displaystyle \lambda }.
به‌طور کلی، یک شبکه هندسی یک آرایه نامتناهی و منظم از رئوس (نقاط) در فضا است که می‌تواند به صورت بردار به عنوان شبکه براوه مدل شود. برخی از شبکه‌ها ممکن است کج باشند، به این معنی که خطوط اولیه آنها ممکن است لزوماً در زاویه قائم نباشند. در فضای متقابل، یک شبکه متقابل به عنوان مجموعه ای از بردارهای موج تعریف می‌شود. {\displaystyle \mathbf {k} } از امواج صفحه در سری فوریه هر تابع {\displaystyle f(\mathbf {r})} که تناوب آن با یک شبکه مستقیم اولیه در فضای واقعی سازگار است. به‌طور معادل، یک بردار موج یک راس شبکه متقابل است اگر به یک موج صفحه در فضای واقعی که فاز آن در هر زمان معین یکسان باشد (در واقع با {\displaystyle (2\pi)n} با یک عدد صحیح
{\displaystyle n}) در هر رأس شبکه مستقیم.
یک رویکرد اکتشافی برای ساخت شبکه متقابل در سه بعدی، نوشتن بردار موقعیت یک راس شبکه مستقیم به صورت {\displaystyle \mathbf {R} =n_{1}\mathbf {a} _{1}{+}n_{2}\mathbf {a} _{2}{+}n_{3}\mathbf {a} _{3}}، جایی که {\displaystyle n_{i}} اعداد صحیحی هستند که راس و راس را تعریف می کنند {\displaystyle \mathbf {a} _{i}} بردارهای ترجمه اولیه مستقل خطی (یا به اختصار بردارهای اولیه نامیده می شوند) هستند که مشخصه شبکه هستند. سپس یک موج صفحه منحصر به فرد (تا ضریب منفی) وجود دارد که جبهه موج آن از مبدا می گذرد {\displaystyle \mathbf {R} =0} شامل نقاط شبکه مستقیم در {\displaystyle \mathbf {a} _{2}} و {\displaystyle \mathbf {a} _{3}} 
، و با جبهه موج مجاور آن (که فاز آن با {\displaystyle 2\pi } یا
{\displaystyle -2\pi } از جبهه موج سابق که از مبدأ می‌گذرد) عبور می‌کند
{\displaystyle \mathbf {a} _{1}} . بردار موج زاویه ای آن شکل می گیرد 
{\displaystyle \mathbf {b} _{1}=2\pi \mathbf {e} _{1}/\lambda _{1}} 
، کجا {\displaystyle \mathbf {e} _{1}} بردار واحد عمود بر این دو جبهه موج مجاور و طول موج است {\displaystyle \lambda _{1}} باید راضی کند {\displaystyle \lambda _{1}=\mathbf {a} _{1}\cdot \mathbf {e} _{1}} ، یعنی که {\displaystyle \lambda _{1}} برابر با فاصله بین دو جبهه موج است. از این رو توسط ساخت و ساز {\displaystyle \mathbf {a} _{1}\cdot \mathbf {b} _{1}=2\pi } و {\displaystyle \mathbf {a} _{2}\cdot \mathbf {b} _{1}=\mathbf {a} _{3}\cdot \mathbf {b} _{1}=0} .
با چرخش در میان شاخص‌ها به نوبه خود، همان روش سه بردار موج را به دست می‌دهد
{\displaystyle \mathbf {b} _{j}} با{\displaystyle \mathbf {a} _{i}\cdot \mathbf {b} _{j}=2\pi \,\delta _{ij}}، جایی که دلتای کرونکر {\displaystyle \delta _{ij}} برابر یک زمانی که {\displaystyle i=j} و در غیر این صورت صفر است. را {\displaystyle \mathbf {b} _{j}} شامل مجموعه ای از سه بردار موج اولیه یا سه بردار انتقال اولیه برای شبکه متقابل است که هر یک از رئوس آنها به شکل {\displaystyle \mathbf {G} =m_{1}\mathbf {b} _{1}{+}m_{2}\mathbf {b} _{2}{+}m_{3}\mathbf {b} _{3}}
، جایی که {\displaystyle m_{j}} اعداد صحیح هستند شبکه متقابل نیز یک شبکه براوه است زیرا از ترکیبات صحیح بردارهای اولیه تشکیل می شود. {\displaystyle \mathbf {b} _{1}} ، {\displaystyle \mathbf {b} _{2}} ، و {\displaystyle \mathbf {b} _{3}} در این مورد. سپس جبر ساده نشان می دهد که برای هر موج صفحه ای با بردار موج {\displaystyle \mathbf {G} } در شبکه متقابل، تغییر فاز کل {\displaystyle \mathbf {G} \cdot \mathbf {R} } بین مبدا و هر نقطه {\displaystyle \mathbf {R} } روی شبکه مستقیم مضربی از است {\displaystyle 2\pi } اگر ضریب صفر باشد، ممکن است صفر باشد)، بنابراین فاز موج صفحه با {\displaystyle \mathbf {G} } اساساً برای هر رأس شبکه مستقیم برابر است، مطابق با تعریف شبکه متقابل بالا. (اگرچه هر بردار موجی {\displaystyle \mathbf {G} } در شبکه متقابل همیشه این شکل را به خود می گیرد، این اشتقاق انگیزشی است، نه دقیق، زیرا اثبات عدم وجود احتمالات دیگر را حذف کرده است. )
منطقه بریلوین یک سلول ابتدایی (به‌طور خاص یک سلول ویگنر-سایتز) از شبکه متقابل است که به دلیل قضیه بلوخ نقش مهمی در فیزیک حالت جامد ایفا می‌کند. در ریاضیات محض، فضای دوگانه اشکال خطی و شبکه دوتایی، تعمیم انتزاعی تری از فضای متقابل و شبکه متقابل ارائه می‌دهند.

## توضیحات ریاضی

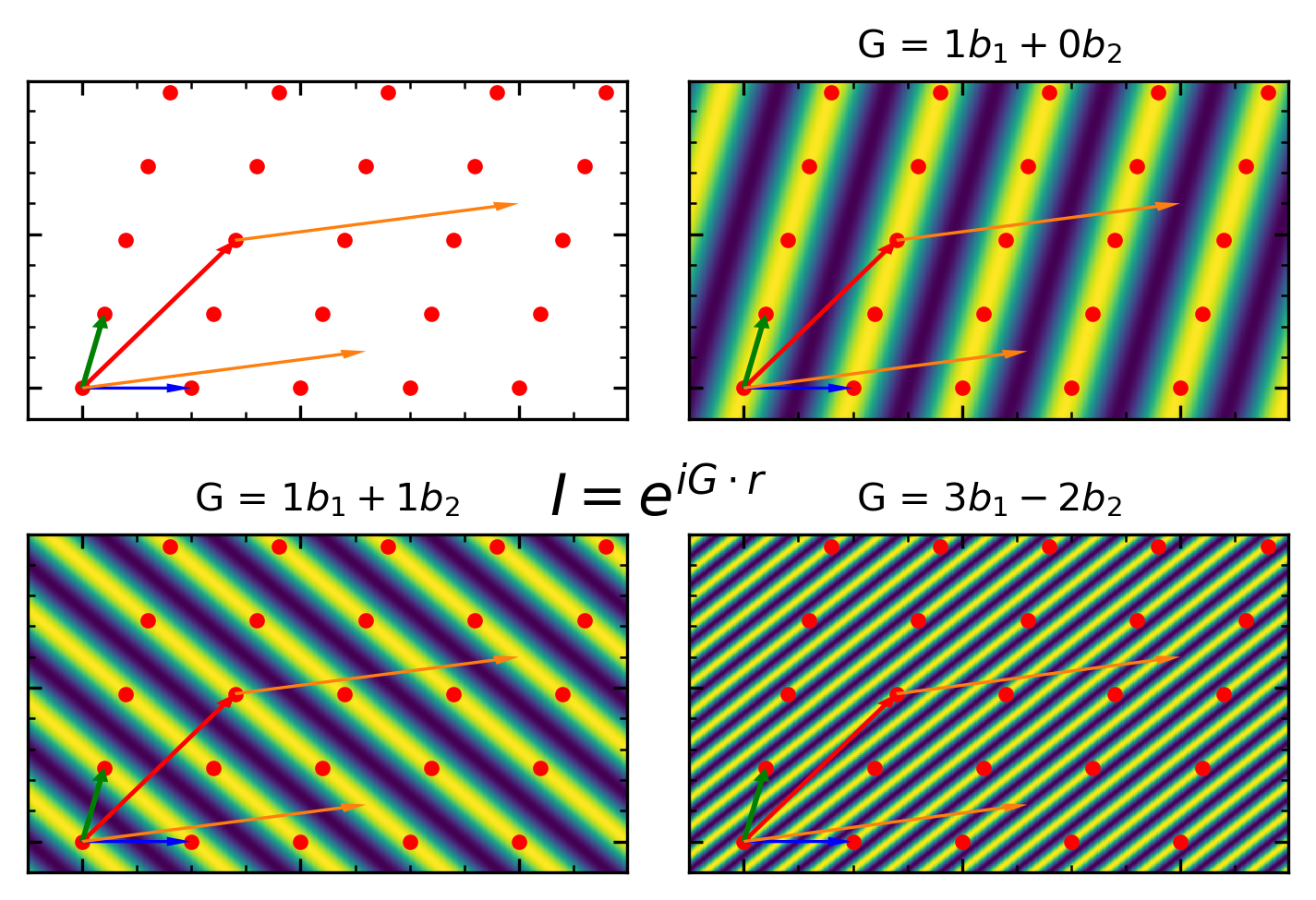
نشان دادن رابطه بین شبکه واقعی و متقابل. یک شبکه دو بعدی فضایی واقعی (نقاط قرمز) با بردارهای اولیه و به ترتیب با فلش‌های آبی و سبز نشان داده می‌شوند. در بالای آن، امواج سطحی شکل ترسیم می‌شوند. از این می‌بینیم که وقتی هر ترکیب عدد صحیحی از مبنای بردار شبکه متقابل است و (یعنی هر بردار شبکه متقابل)، امواج صفحه حاصله دارای تناوب یکسانی با شبکه هستند - یعنی هر ترجمه از نقطه (نارنجی نشان داده شده‌است) تا یک نقطه (قرمز نشان داده شده‌است)، مقدار موج صفحه یکسان است. این امواج صفحه را می‌توان با هم جمع کرد و رابطه فوق همچنان اعمال می‌شود.

با فرض یک شبکه براوه سه بعدی و برچسب زدن هر بردار شبکه (بردار نشان دهنده یک نقطه شبکه) توسط زیرنویس {\displaystyle n=(n_{1},n_{2},n_{3})} به عنوان ۳ تا اعداد صحیح،
{\displaystyle \mathbf {R} _{n}=n_{1}\mathbf {a} _{1}+n_{2}\mathbf {a} _{2}+n_{3}\mathbf {a} _{3}} where {\displaystyle n_{1},n_{2},n_{3}\in \mathbb {Z} }
جایی که {\displaystyle \mathbb {Z} } مجموعه اعداد صحیح و {\displaystyle \mathbf {a} _{i}} یک بردار ترجمه ابتدایی یا به طور خلاصه بردار اولیه است. گرفتن یک تابع {\displaystyle f(\mathbf {r} )} جایی که {\displaystyle \mathbf {r} } بردار موقعیت از مبدا است {\displaystyle \mathbf {R} _{n}=0} به هر موقعیتی، اگر {\displaystyle f(\mathbf {r} )} از تناوب این شبکه پیروی می کند، به عنوان مثال تابعی که چگالی الکترونیکی در یک کریستال اتمی را توصیف می کند، نوشتن آن مفید است. {\displaystyle f(\mathbf {r} )}
به عنوان یک سری فوریه چند بعدی
{\displaystyle \sum _{m}{f_{m}e^{i\mathbf {G} _{m}\cdot \mathbf {r} }}=f\left(\mathbf {r} \راست)}
جایی که اکنون زیرنویس {\displaystyle m=(m_{1},m_{2},m_{3})}، بنابراین این یک مجموع سه برابر است.
مانند {\displaystyle f(\mathbf {r} )} از تناوب شبکه پیروی می کند، ترجمه می کند {\displaystyle \mathbf {r} } توسط هر بردار شبکه ای {\displaystyle \mathbf {R} _{n}} ما همان مقدار را دریافت می کنیم، بنابراین
{\displaystyle f(\mathbf {r} +\mathbf {R} _{n})=f(\mathbf {r}).}
بیان موارد فوق در عوض بر حسب سری فوریه آنها داریم.
{\displaystyle \sum _{m}{f_{m}e^{i\mathbf {G} _{m}\cdot \mathbf {r} }}=\sum _{m}{f_{m}e^ {i\mathbf {G} _{m}\cdot (\mathbf {r} +\mathbf {R} _{n})}}=\sum _{m}{f_{m}e^{i\mathbf {G} _{m}\cdot \mathbf {R} _{n}}\,e^{i\mathbf {G} _{m}\cdot \mathbf {r} }}.}
زیرا برابری دو سری فوریه به معنای برابری ضرایب آنهاست. {\displaystyle e^{i\mathbf {G} _{m}\cdot \mathbf {R} _{n}}=1} ، که فقط زمانی برقرار می شود
{\displaystyle \mathbf {G} _{m}\cdot \mathbf {R} _{n}=2\pi N} جایی که {\displaystyle N\in \mathbb {Z}.}
از نظر ریاضی، شبکه متقابل مجموعه همه بردارها است {\displaystyle \mathbf {G} _{m}} ، که بردارهای موج های مسطح در سری فوریه یک تابع فضایی هستند که تناوب آن با یک شبکه مستقیم به عنوان مجموعه همه بردارهای موقعیت نقطه شبکه مستقیم یکسان است. {\displaystyle \mathbf {R} _{n}}، و {\displaystyle \mathbf {G} _{m}} این برابری را برای همه برآورده کنید {\displaystyle \mathbf {R} _{n}} . هر موج مسطح در سری فوریه فاز یکسانی دارد (در واقع می تواند با مضرب متفاوت باشد. {\displaystyle 2\pi } ) در تمام نقاط شبکه {\displaystyle \mathbf {R} _{n}} .
همان‌طور که در بخش سری فوریه چند بعدی نشان داده شده است، {\displaystyle \mathbf {G} _{m}} را می توان در قالب انتخاب کرد {\displaystyle \mathbf {G} _{m}=m_{1}\mathbf {b} _{1}+m_{2}\mathbf {b} _{2}+m_{3}\mathbf {b} _{3}} جایی که {\displaystyle \mathbf {a} _{i}\cdot \mathbf {b} _{j}=2\pi \,\delta _{ij}}. با این شکل، شبکه متقابل به عنوان مجموعه تمام بردارهای موج {\displaystyle \mathbf {G} _{m}} برای سری فوریه یک تابع فضایی که تناوب آن به دنبال دارد {\displaystyle \mathbf {R} _{n}} ، خود یک شبکه براوه است زیرا از ترکیب اعداد صحیح بردارهای ترجمه اولیه خود تشکیل می شود. {\displaystyle \left(\mathbf {b_{1}} ,\mathbf {b} _{2},\mathbf {b} _{3}\راست)} و متقابل شبکه متقابل شبکه اصلی است که دوگانگی پنتریجین فضاهای برداری مربوطه را نشان می دهد. (ممکن است شکل دیگری وجود داشته باشد {\displaystyle \mathbf {G} _{m}} . هر شکل معتبری از {\displaystyle \mathbf {G} _{m}} منجر به همان شبکه متقابل می شود. )

### دو بعدی
برای یک شبکه دو بعدی بی‌نهایت، که توسط بردارهای اولیه آن تعریف می‌شود {\displaystyle \left(\mathbf {a} _{1},\mathbf {a} _{2}\right)}، شبکه متقابل آن را می‌توان با تولید دو بردار اولیه متقابل آن از طریق فرمول‌های زیر تعیین کرد:
{\displaystyle \mathbf {G} _{m}=m_{1}\mathbf {b} _{1}+m_{2}\mathbf {b} _{2}}
جایی که {\displaystyle m_{i}} یک عدد صحیح است و
{\displaystyle {\begin{aligned}\mathbf {b} _{1}&=2\pi {\frac {-\mathbf {Q} \,\mathbf {a} _{2}}{-\mathbf { a} _{1}\cdot \mathbf {Q} \,\mathbf {a} _{2}}}=2\pi {\frac {\mathbf {Q} \,\mathbf {a} _{2} }{\mathbf {a} _{1}\cdot \mathbf {Q} \,\mathbf {a} _{2}}}\\\mathbf {b} _{2}&=2\pi {\frac {\mathbf {Q} \,\mathbf {a} _{1}}{\mathbf {a} _{2}\cdot \mathbf {Q} \,\mathbf {a} _{1}}}\end {هم راستا}}}
اینجا {\displaystyle \mathbf {Q} } نشان دهنده یک ماتریس چرخش ۹۰ درجه است، یعنی یک چهارم چرخش. چرخش خلاف جهت عقربه‌های ساعت و چرخش در جهت عقربه‌های ساعت هر دو می‌توانند برای تعیین شبکه متقابل استفاده شوند: اگر {\displaystyle \mathbf {Q} } چرخش خلاف جهت عقربه‌های ساعت است و {\displaystyle \mathbf {Q'} } چرخش در جهت عقربه‌های ساعت است، {\displaystyle \mathbf {Q} \,\mathbf {v} =-\mathbf {Q'} \,\mathbf {v} } برای همه بردارها {\displaystyle \mathbf {v} }. بنابراین، با استفاده از جایگشت
{\displaystyle \sigma ={\begin{pmatrix}1&2\\2&1\end{pmatrix}}}
ما بدست می‌آوریم
{\displaystyle {\begin{aligned}\mathbf {b} _{n}=2\pi {\frac {\mathbf {Q} \,\mathbf {a} _{\sigma (n)}}{\mathbf {a} _{n}\cdot \mathbf {Q} \,\mathbf {a} _{\sigma (n)}}}=2\pi {\frac {\mathbf {Q} '\,\mathbf { a} _{\sigma (n)}}{\mathbf {a} _{n}\cdot \mathbf {Q} '\,\mathbf {a} _{\sigma (n)}}}.\end{ هم راستا}}}
قابل توجه است که در یک فضای سه بعدی، این شبکه دوبعدی متقابل مجموعه ای بی‌نهایت گسترده از میله — براگ است که توسط سونگ و همکارانش توضیح داده شده‌است.

### سه بعدی
برای یک شبکه سه بعدی بی نهایت {\displaystyle \mathbf {R} _{n}=n_{1}\mathbf {a} _{1}+n_{2}\mathbf {a} _{2}+n_{3}\mathbf {a} _{3}} ، توسط بردارهای اولیه آن تعریف می شود {\displaystyle \left(\mathbf {a_{1}} ,\mathbf {a} _{2},\mathbf {a} _{3}\راست)} و زیرنویس اعداد صحیح 
{\displaystyle n=\left(n_{1},n_{2},n_{3}\راست)}، شبکه متقابل آن
{\displaystyle \mathbf {G} _{m}=m_{1}\mathbf {b} _{1}+m_{2}\mathbf {b} _{2}+m_{3}\mathbf {b} _{3}} با زیرنویس عدد صحیح {\displaystyle m=(m_{1},m_{2},m_{3})} را می توان با تولید سه بردار اولیه متقابل آن تعیین کرد {\displaystyle \left(\mathbf {b_{1}} ,\mathbf {b} _{2},\mathbf {b} _{3}\راست)}
{\displaystyle {\begin{aligned}\mathbf {b} _{1}&={\frac {2\pi }{V}}\ \mathbf {a} _{2}\times \mathbf {a} _ {3}\\\mathbf {b} _{2}&={\frac {2\pi }{V}}\ \mathbf {a} _{3}\times \mathbf {a} _{1}\ \\mathbf {b} _{3}&={\frac {2\pi }{V}}\ \mathbf {a} _{1}\times \mathbf {a} _{2}\end{تراز شده} }}
جایی که
{\displaystyle V=\mathbf {a} _{1}\cdot \left(\mathbf {a} _{2}\times \mathbf {a} _{3}\right)=\mathbf {a} _{ 2}\cdot \left(\mathbf {a} _{3}\times \mathbf {a} _{1}\right)=\mathbf {a} _{3}\cdot \left(\mathbf {a} _{1}\times \mathbf {a} _{2}\right)}
محصول سه‌گانه اسکالر است . انتخاب اینها
{\displaystyle \left(\mathbf {b_{1}} ,\mathbf {b} _{2},\mathbf {b} _{3}\راست)} راضی کردن است aibj=2πδij{\displaystyle \mathbf {a} _{i}\cdot \mathbf {b} _{j}=2\pi \,\delta _{ij}}به عنوان شرط شناخته شده (ممکن است شرایط دیگری وجود داشته باشد.) بردارهای ترجمه اولیه برای شبکه متقابل که در رویکرد اکتشافی بالا و بخش سری فوریه چند بعدی به دست آمده‌است. این انتخاب همچنین نیاز شبکه متقابل را برآورده می‌کند
{\displaystyle e^{i\mathbf {G} _{m}\cdot \mathbf {R} _{n}}=1} به صورت ریاضی در بالا مشتق شده‌است. با استفاده از نمایش بردار ستونی بردارهای اولیه (مقابله)، فرمول‌های بالا را می‌توان با استفاده از وارونگی ماتریس بازنویسی کرد:
{\displaystyle \left[\mathbf {b} _{1}\mathbf {b} _{2}\mathbf {b} _{3}\right]^{\mathsf {T}}=2\pi \چپ [\mathbf {a} _{1}\mathbf {a} _{2}\mathbf {a} _{3}\right]^{-1}.}
این روش به تعریف متوسل می‌شود و امکان تعمیم به ابعاد دلخواه را می‌دهد. فرمول محصول متقابل بر مواد مقدماتی در کریستالوگرافی غالب است.
تعریف فوق را تعریف «فیزیک» می‌نامند، به عنوان عامل {\displaystyle 2\pi } به‌طور طبیعی از مطالعه ساختارهای دوره ای ناشی می‌شود. یک تعریف اساساً معادل، تعریف «بلورنگار»، از تعریف شبکه متقابل ناشی می‌شود.
{\displaystyle \mathbf {K} _{m}=\mathbf {G} _{m}/2\pi }. که بردارهای اولیه متقابل را تغییر می‌دهد
{\displaystyle \mathbf {b} _{1}={\frac {\mathbf {a} _{2}\times \mathbf {a} _{3}}{\mathbf {a} _{1}\cdot \left(\mathbf {a} _{2}\times \mathbf {a} _{3}\راست)}}}
و به همین ترتیب برای سایر بردارهای اولیه. تعریف کریستالوگراف این مزیت را دارد که تعریف از {\displaystyle \mathbf {b} _{1}} فقط قدر متقابل است 
{\displaystyle \mathbf {a} _{1}} در مسیر {\displaystyle \mathbf {a} _{2}\times \mathbf {a} _{3}} ، حذف عامل از {\displaystyle 2\pi } . این می تواند دستکاری های ریاضی خاصی را ساده کند و ابعاد شبکه متقابل را در واحدهای فرکانس فضایی بیان می‌کند. اینکه کدام تعریف از مشبک استفاده شود، به شرطی که این دو با هم مخلوط نشده باشند، سلیقه ای است.
{\displaystyle m=(m_{1},m_{2},m_{3})} به‌طور متعارف به عنوان نوشته می‌شود {\displaystyle (h,k,l)} یا {\displaystyle (hkl)} به نام شاخص‌های میلر ; {\displaystyle m_{1}} جایگزین می شود {\displaystyle h} ، {\displaystyle m_{2}} جایگزین شده با {\displaystyle k} ، و {\displaystyle m_{3}} جایگزین شده با {\displaystyle l}. هر نقطه شبکه {\displaystyle (hkl)} در شبکه متقابل مربوط به مجموعه ای از صفحات شبکه است {\displaystyle (hkl)} در شبکه فضایی واقعی (صفحه شبکه صفحه ای است که از نقاط شبکه عبور می‌کند) جهت بردار شبکه متقابل مطابق با صفحات فضایی نرمال به واقعی است. بزرگی بردار شبکه متقابل {\displaystyle \mathbf {K} _{m}} در طول متقابل داده می‌شود و برابر است با فاصله متقابل بین صفحات صفحات فضایی واقعی.

### ان ابعاد
فرمول برای {\displaystyle n} ابعاد را می‌توان با فرض یک به دست آورد ان - فضای برداری واقعی ابعادی {\displaystyle V}با یک پایه {\displaystyle (\mathbf {a} _{1},\ldots ,\mathbf {a} _{n})} و یک محصول درونی {\displaystyle g\colon V\times V\to \mathbf {R} } . بردارهای شبکه متقابل به طور منحصر به فرد توسط فرمول تعیین می شوند {\displaystyle g(\mathbf {a} _{i},\mathbf {b} _{j})=2\pi \delta _{ij}} . با استفاده از جایگشت
{\displaystyle \sigma ={\begin{pmatrix}1&2&\cdots &n\\2&3&\cdots &1\end{pmatrix}},}
آنها را می‌توان با فرمول زیر تعیین کرد:
{\displaystyle \mathbf {b} _{i}=2\pi {\frac {\epsilon _{\sigma ^{1}i\ldots \sigma ^{n}i}}{\omega (\mathbf {a } _{1},\ldots ,\mathbf {a} _{n})}}g^{-1}(\mathbf {a} _{\sigma ^{n-1}i}\,\lrcorner \ ldots \mathbf {a} _{\sigma ^{1}i}\,\lrcorner \,\omega )\in V}
اینجا، {\displaystyle \omega \colon V^{n}\to \mathbf {R} } فرم حجمی است ، {\displaystyle g^{-1}} معکوس ایزومورفیسم فضای برداری است 
{\displaystyle {\hat {g}}\colon V\to V^{*}} تعریف شده بوسیله ی {\displaystyle {\hat {g}}(v)(w)=g(v,w)} و {\displaystyle \lrcorner } نشان دهنده ضرب درونی است.
با استفاده از حقایق زیر می توان بررسی کرد که این فرمول معادل فرمول های شناخته شده برای حالت دو بعدی و سه بعدی است: در سه بعدی، {\displaystyle \omega (u,v,w)=g(u\times v,w)} و در دو بعد {\displaystyle \omega (v,w)=g(Rv,w)} ، جایی که {\displaystyle R\in {\text{SO}}(2)\subset L(V,V)} چرخش ۹۰ درجه است (درست مانند فرم حجم، زاویه اختصاص داده شده به یک چرخش به انتخاب جهت بستگی دارد).

## شبکه‌های متقابل از کریستال‌های مختلف
شبکه‌های متقابل برای سیستم کریستالی مکعبی به شرح زیر است.

### شبکه مکعبی ساده
شبکه ساده مکعبی براوه، با سلول ابتدایی مکعبی سمت {\displaystyle a}، دارای یک شبکه مکعبی ساده با یک سلول ابتدایی مکعبی است. {\textstyle {\frac {2\pi }{a}}} (یا {\textstyle {\frac {1}{a}}} در تعریف کریستالوگراف). بنابراین گفته می‌شود که شبکه مکعبی خود دوگانه است و در فضای متقابل دارای تقارن مشابه فضای واقعی است.

### شبکه مکعبی وجهی محور (اف سی سی).
شبکه متقابل به یک شبکه اف سی سی، شبکه مکعبی (بی سی سی) بدنه محور است، با یک طرف مکعبی از {\textstyle {\frac {4\pi }{a}}} .
یک سلول واحد ترکیبی اف سی سی را در نظر بگیرید. یک سلول واحد ابتدایی اف سی سی را پیدا کنید. به عنوان مثال، یک سلول واحد با یک نقطه شبکه. اکنون یکی از رئوس سلول واحد اولیه را به عنوان مبدأ در نظر بگیرید. بردارهای پایه شبکه واقعی را ارائه دهید. سپس از فرمول‌های شناخته شده، می‌توانید بردارهای پایه شبکه متقابل را محاسبه کنید. این بردارهای شبکه متقابل اف سی سی نشان دهنده بردارهای پایه یک شبکه واقعی بی سی سی هستند. توجه داشته باشید که بردارهای پایه یک شبکه بی سی سی واقعی و شبکه متقابل یک اف سی سی از نظر جهت به یکدیگر شباهت دارند اما نه از نظر بزرگی.

### شبکه مکعبی بدنه محور (بی سی سی).
شبکه متقابل به شبکه بی سی سی، شبکه اف سی سی است، با ضلع مکعبی
{\textstyle {\frac {4\pi }{a}}} .
می‌توان ثابت کرد که فقط شبکه‌های براوه که ۹۰ درجه بین آنها قرار دارد
```

  

    

      

        

          
(

          

            

              

                
a

              

              

                
1

              

            

            
,

            

              

                
a

              

              

                
2

              

            

            
,

            

              

                
a

              

              

                
3

              

            

          

          
)

        

      

    

    
{\displaystyle \left(\mathbf {a} _{1},\mathbf {a} _{2},\mathbf {a} _{3}\right)}

  

 (مکعب، چهار ضلعی، متعامد) دارای بردارهای ترجمه اولیه برای شبکه متقابل، {\displaystyle \left(\mathbf {b} _{1},\mathbf {b} _{2},\mathbf {b} _{3}\راست)} موازی با بردارهای فضای واقعی آنها.
```

### شبکه شش ضلعی ساده
متقابل به یک شبکه براوه شش ضلعی ساده با ثابت‌های شبکه {\textstyle a} و
{\textstyle c} یکی دیگر از شبکه های شش ضلعی ساده با ثابت های شبکه است {\textstyle {\frac {2\pi }{c}}} و {\textstyle {\frac {4\pi }{a{\sqrt {3}}}}} چرخش 90 درجه حول محور c نسبت به شبکه مستقیم. بنابراین گفته می شود که شبکه شش ضلعی ساده خود دوگانه است و در فضای متقابل همانند فضای واقعی دارای تقارن است. بردارهای ترجمه اولیه برای این بردارهای شبکه براویس شش ضلعی ساده هستند {\displaystyle a_{1}=(3^{1/2}a/2){\hat {x}}+(a/2){\hat {y}}} ، {\displaystyle a_{2}=-(3^{1/2}a/2){\hat {x}}+(a/2){\hat {y}}} ، و 
{\displaystyle a_{3}=c{\hat {z}}} . 

## مجموعه خودسرانه اتم‌ها

سایه شبکه متقابل کربن-پنتاکون با وجه ۱۱۸ اتمی که هنگام تقاطع کره اوالد به رنگ قرمز در پراش روشن می‌شود.

یکی از مسیرهای شبکه متقابل مجموعه ای دلخواه از اتم‌ها، از ایده امواج پراکنده در حد فراونهوفر (فصل فوکوس پشتی لنز) به عنوان مجموع دامنه‌های سبک هویگنس از همه نقاط پراکندگی (در این مورد از هر اتم منفرد). این مجموع با دامنه مختلط نشان داده می‌شود {\displaystyle F} در معادله زیر، زیرا تبدیل فوریه (به عنوان تابعی از فرکانس مکانی یا فاصله متقابل) یک پتانسیل پراکندگی مؤثر در فضای مستقیم نیز می‌باشد:
{\displaystyle F[{\vec {g}}]=\sum _{j=1}^{N}f_{j}\!\left[{\vec {g}}\right]e^{2\ pi i{\vec {g}}\cdot {\vec {r}}_{j}}.}
در اینجا g = q /(2π) بردار پراکندگی q در واحدهای کریستالوگراف است، N تعداد اتم‌ها، fj [g ] ضریب پراکندگی اتمی برای اتم j و بردار پراکندگی g است، در حالی که r j موقعیت بردار است. اتم جی. توجه داشته باشید که فاز فوریه به انتخاب فرد مبدأ مختصات بستگی دارد.
برای حالت خاص یک کریستال تناوبی نامتناهی، دامنه پراکنده F = MF hkl از سلول‌های واحد M (مانند موارد بالا) فقط برای مقادیر صحیح از صفر غیر صفر است. {\displaystyle (hkl)} ، جایی که
{\displaystyle F_{hkl}=\sum _{j=1}^{m}f_{j}\left[g_{hkl}\right]e^{2\pi i\left(hu_{j}+kv_ {j}+lw_{j}\راست)}}
وقتی اتمهای j=1,m در داخل سلول واحد وجود دارد که شاخصهای شبکه کسری آنها به ترتیب {u j, v j, w j } هستند. برای در نظر گرفتن اثرات ناشی از اندازه کریستال محدود، البته باید از یک پیچش شکل برای هر نقطه یا معادله بالا برای یک شبکه محدود استفاده شود.
چه آرایه اتم‌ها محدود باشد یا نامتناهی، می‌توان یک «شبکه متقابل شدت» I[g] را نیز تصور کرد که از طریق رابطه معمولی I = F * F به شبکه دامنه F مربوط می‌شود که در آن F * مزدوج مختلط F است. از آنجایی که تبدیل فوریه برگشت‌پذیر است، البته، این عمل تبدیل به شدت، اطلاعات «همه به جز لحظه دوم» (یعنی فاز) را به بیرون پرتاب می‌کند؛ بنابراین در مورد مجموعه دلخواه اتم‌ها، شدت شبکه متقابل به صورت زیر است:
{\displaystyle I[{\vec {g}}]=\sum _{j=1}^{N}\sum _{k=1}^{N}f_{j}\left[{\vec {g }}\right]f_{k}\left[{\vec {g}}\right]e^{2\pi i{\vec {g}}\cdot {\vec {r}}_{\!\ !\;jk}}.}
در اینجا r jk جدایی برداری بین اتم j و اتم k است. همچنین می‌توان از این برای پیش‌بینی تأثیر شکل نانوکریستالیت، و تغییرات ظریف در جهت‌گیری پرتو، بر پیک‌های پراش شناسایی‌شده استفاده کرد، حتی اگر در برخی جهات خوشه فقط یک اتم ضخامت داشته باشد. در سمت پایین، محاسبات پراکندگی با استفاده از شبکه متقابل اساساً یک موج صفحه فرود را در نظر می‌گیرند؛ بنابراین پس از اولین نگاه به اثرات شبکه متقابل (پراکندگی سینماتیک)، اثرات گسترش پرتو و پراکندگی چندگانه (یعنی دینامیکی) نیز ممکن است مهم باشد.

## تعمیم یک شبکه دوگانه
در واقع دو نسخه در ریاضیات از مفهوم شبکه دوگانه انتزاعی، برای یک شبکه معین L در فضای برداری واقعی V، با بعد محدود وجود دارد.
اولی که مستقیماً ساختار شبکه متقابل را تعمیم می‌دهد، از تحلیل فوریه استفاده می‌کند. ممکن است به سادگی از نظر دوگانگی پنتریجین بیان شود. گروه دوگانه V ^ تا V دوباره یک فضای برداری واقعی است و زیر گروه بسته آن L ^ dual to L یک شبکه در V ^ است؛ بنابراین، L ^ کاندیدای طبیعی برای شبکه دوگانه، در فضای برداری متفاوت (با همان بعد) است.
جنبه دیگر در حضور یک فرم درجه دوم Q در V دیده می‌شود. اگر غیر منحط باشد، امکان شناسایی فضای دوگانه V * از V با V را فراهم می‌کند. رابطه V * به V ذاتی نیست. بستگی به انتخاب اندازه هار (عنصر حجمی) روی V دارد. اما با توجه به شناسایی این دو، که در هر صورت تا حد اسکالر به خوبی تعریف شده‌است، وجود Q به شخص اجازه می‌دهد تا با شبکه دوگانه به L صحبت کند در حالی که در V باقی می‌ماند.
در ریاضیات، شبکه دوگانه یک شبکه معین L در یک گروه توپولوژیکی فشرده محلی آبلیانی G، زیرگروه L * از گروه دوگانه G است که از همه نویسه‌های پیوسته که در هر نقطه از L برابر با یک هستند، است.
در ریاضیات گسسته، شبکه مجموعه‌ای از نقاط گسسته محلی است که توسط تمام ترکیبات خطی انتگرالی از بردارهای مستقل خطی dim = n در Rn توصیف می‌شود . شبکه دوگانه سپس با تمام نقاط در گستره خطی شبکه اصلی (معمولاً همه Rn) با این ویژگی که یک عدد صحیح از حاصلضرب داخلی با همه عناصر شبکه اصلی ایجاد می‌شود، تعریف می‌شود. نتیجه می‌شود که دوگانه شبکه دوگانه همان شبکه اصلی است.
علاوه بر این، اگر اجازه دهیم ماتریس B دارای ستون‌هایی به عنوان بردارهای مستقل خطی باشد که شبکه را توصیف می‌کند، ماتریس
{\displaystyle A=B\left(B^{\mathsf {T}}B\right)^{-1}} دارای ستون هایی از بردارها است که شبکه دوگانه را توصیف می کند.